# Vera Rubin
Vera Florence Rubin, geboortenaam Vera Cooper (Philidelphia, 23 juli 1928 – Princeton, 25 december 2016), was een Amerikaans astronoom die onderzoek deed naar de rotatiesnelheden van sterrenstelsels.
Rubin ontdekte, vlak na onder meer de Nederlander Albert Bosma, als een van de eersten de discrepantie tussen de Kepleriaanse rotatiesnelheden van sterren en de geobserveerde snelheden door het bestuderen van rotatiekrommen van sterrenstelsels. Dit is een sterke aanwijzing voor het bestaan van donkere materie.
Het Vera C. Rubin Observatory is naar haar genoemd.

## Biografie
Rubin behaalde haar bachelor aan Vassar College in New York en probeerde vervolgens Princeton binnen te komen voor haar Master. Dit lukte niet doordat Princeton in de astronomiemaster geen vrouwen accepteerde. Daarom begon ze haar master aan de Cornell-universiteit, waar ze studeerde onder Richard Feynman en Hans Bethe. Rubin studeerde in 1951 af en deed een van de eerste observaties van een afwijking van de wet van Hubble. Ze betoogde dat sterrenstelsels om een nog onbekend centrum draaiden, in plaats van simpelweg naar buiten zoals destijds door de oerknaltheorie voorspeld werd.

## Wetenschappelijk werk
Haar PhD rondde ze in 1954 af. Hierin concludeerde ze dat sterrenstelsels samenklonteren in clusters, in plaats van willekeurig verspreid te zijn. In eerste instantie werden de resultaten niet geaccepteerd, maar vijftien jaar later kwam er bevestiging dat sterrenstelsels inderdaad samenclusteren.
Na haar PhD werkte Rubin een aantal jaren als onderzoeksassistent en assistent hoogleraar. In 1965 kreeg ze een vaste positie aan het Carnegie Institution for Science als astronoom. Rubin was in 1965 ook de eerste vrouw die toestemming kreeg om sterren te observeren in het Palomar-observatorium bij San Diego.
Samen met instrumentenmaker Kent Ford werkte ze aan het probleem van rotatiekrommen van sterrenstelsels. Ze maakte honderden observaties van sterrenstelsels en kwam tot de conclusie dat de geobserveerde rotatiesnelheden zodanig hoog waren dat men zou verwachten dat de sterren geen stabiele baan hadden, en weg zouden vliegen. Dit effect kreeg een naam: het Rubin-Ford effect. Om de snelheden te bepalen mat ze de Dopplerverschuiving van de H-alpha lijnen. Voortbouwend op het werk van Fritz Zwicky stelde ze dit een sterke indicatie was voor het bestaan van donkere materie.
Sandra Faber, die een verband vond tussen de helderheid van sterrenstelsels en de snelheidsdispersie van de sterren erin, was een van haar doctoraalstudenten.

## Overlijden
Vera Rubin overleed in 2016 op 88-jarige leeftijd.

## Erkenning en prijzen
- 1993 National Medal of Science
- 1994 Henry Norris Russell Lectureship
- 1996 Gouden medaille van de Royal Astronomical Society
- 2002 Gruber Prize in Cosmology
- 2003 Bruce Medal
- 2004 James Craig Watson Medal

Naar haar is de planetoïde (5726) Rubin vernoemd. Van een aantal universiteiten kreeg ze een eredoctoraat, waaronder Yale en Harvard.